# Cantus in memoriam Benjamin Britten
Cantus in memoriam Benjamin Britten est une œuvre de musique instrumentale composée par Arvo Pärt en 1977 après la mort du compositeur anglais Benjamin Britten en 1976. Elle a été exécutée pour la première fois à Londres en 1979.

## Historique
L'œuvre exprime un regret et une souffrance. En effet, Arvo Pärt avait commencé à apprécier le style de Britten peu avant sa mort : 
« Des sentiments inexplicables de culpabilité et de remords montèrent en moi. Je venais seulement de découvrir Britten pour moi-même. Juste avant sa mort, je commençais à apprécier la pureté inhabituelle de sa musique — j’avais l’impression d’un type de pureté comparable à celle des ballades de Guillaume de Machaut. Et, ajouté à cela, depuis longtemps j’avais voulu rencontrer Britten en personne — et maintenant cela n’adviendrait pas. »
Cette pièce a fréquemment été utilisée au cinéma comme musique de film.

## Structure
La pièce débute par la cloche seule, qui joue inlassablement le même motif : trois blanches pointées suivies de trois mesures de silence. La mélodie est une gamme descendante de la mineur. Elle débute par un la aigu, puis une note s'ajoute à chaque fois au fragment précédent : la, la-sol, la-sol-fa, la-sol-fa-mi, etc. La pièce se termine par un accord de la mineur, chaque pupitre se stabilisant progressivement. La mélodie est descendante.
Le Cantus est construit comme un canon à cinq entrées. Chaque entrée voit ses valeurs doubler et est jouée une octave en dessous de la précédente.
Les parties supérieures — violons 1 et 2 — et des voix graves — violoncelles et contrebasses — sont divisées, l'alto peut donc être considéré comme le cantus firmus.
Pärt utilise les modes rythmiques médiévaux trochaïque et iambique, en alternance.

## Discographie
Discographie non exhaustive.
- Sur le disque Tabula Rasa, par le Staatsorchester Stuttgart dirigé par Dennis Russell Davies, chez ECM Records, nº1275, 1984.
- Sur le disque Summa, par le Tapiola Sinfonietta dirigé par Jean-Jacques Kantorow, chez BIS Records, nº834, 1997.